# Ninh Phúc
Ninh Phúc là một phường thuộc thành phố Hoa Lư, tỉnh Ninh Bình, Việt Nam.

## Địa lý
Phường Ninh Phúc nằm ở đông nam thành phố Hoa Lư, cách trung tâm thành phố 5 km, có vị trí địa lý:
- Phía đông giáp huyện Yên Khánh
- Phía tây giáp phường Bích Đào và phường Ninh Sơn
- Phía nam giáp xã Ninh An
- Phía bắc giáp phường Bích Đào và Sông Đáy.

Phường Ninh Phúc có diện tích là 6,30 km², dân số năm 2023 là 11.153 người, mật độ dân số đạt 1.770 người/km².

## Hành chính
Phường Ninh Phúc được chia thành 11 tổ dân phố.

## Lịch sử
Ngày 2 tháng 11 năm 1996, Chính phủ ban hành Nghị định số 69-CP về việc thành lập phường Bích Đào thuộc thị xã Ninh Bình trên cơ sở sáp nhập 27,30 ha diện tích tự nhiên và 1.610 nhân khẩu của xã Ninh Phúc thuộc huyện Hoa Lư.
Sau khi điều chỉnh địa giới hành chính, xã Ninh Phúc còn lại 617,72 ha diện tích tự nhiên và 7.303 nhân khẩu.
Ngày 9 tháng 1 năm 2004, Chính phủ ban hành Nghị định số 16/2004/NĐ-CP về việc chuyển xã Ninh Phúc thuộc huyện Hoa Lư về thị xã Ninh Bình quản lý.
Ngày 7 tháng 2 năm 2007, Chính phủ ban hành Nghị định số 19/2007/NĐ-CP về việc thành lập thành phố Ninh Bình thuộc tỉnh Ninh Bình. Xã Ninh Phúc trực thuộc thành phố Ninh Bình.
Ngày 10 tháng 12 năm 2024, Ủy ban Thường vụ Quốc hội ban hành Nghị quyết số 1318/NQ-UBTVQH15 về việc sắp xếp đơn vị hành chính cấp huyện, cấp xã của tỉnh Ninh Bình giai đoạn 2023 – 2025 (nghị quyết có hiệu lực từ ngày 1 tháng 1 năm 2025). Theo đó:
- Thành lập thành phố Hoa Lư thuộc tỉnh Ninh Bình trên cơ sở thành phố Ninh Bình và huyện Hoa Lư.
- Thành lập phường Ninh Phúc thuộc thành phố Hoa Lư trên cơ sở toàn bộ 6,30 km² diện tích tự nhiên và quy mô dân số là 11.153 người của xã Ninh Phúc.

## Kinh tế

### Các khu công nghiệp
Khu công nghiệp Khánh Phú thuộc phường Ninh Phúc, thành phố Hoa Lư và xã Khánh Phú, huyện Yên Khánh. Tổng diện tích đất phát triển 334 ha (giai đoạn I: 171,16 ha, giai đoạn II: 168 ha), trong đó đất xây dựng nhà máy là 231,54 ha. Các loại hình sản xuất chủ yếu: Nhà máy đạm Ninh Bình công suất 56 vạn tấn/năm, than (sàng tuyển) 300.000 triệu tấn/năm; Bốc hàng hoá 1,1 triệu tấn/năm; Đóng, sửa chữa tàu thuyền.
Khu công nghiệp Phúc Sơn thuộc phường Ninh Sơn và phường Ninh Phúc, thành phố Hoa Lư. Tổng diện tích 145 ha, là khu công nghiệp sạch với sản phẩm may mặc, lắp ráp điện tử, dụng cụ đo lường và sản xuất phần mềm. Khu được thành lập trên cơ sở cụm công nghiệp Phúc Sơn đã được quy hoạch, thu hồi đất và xây dựng một phần cơ sở hạ tầng, có các điều kiện về kinh tế, xã hội rất tốt.
Đây là phường có cảng Ninh Phúc và 2 khu công nghiệp Ninh Phúc và Phúc Sơn ở Ninh Bình. Đây là một phường có đường quốc lộ 10 nối thành phố Ninh Bình với thị trấn Phát Diệm và tuyến cao tốc Ninh Bình – Vinh đi qua.

### Thương mại
Chợ Bọi nằm ở tổ dân phố Đoài Hạ là chợ quê trên địa bàn thành phố Hoa Lư nằm trong danh sách các chợ loại 1, 2, 3 ở Ninh Bình từ năm 2008.
Trên địa bàn Ninh Phúc có siêu thị Big C Ninh Bình. Với tổng vốn đầu tư 370 tỷ đồng, đại siêu thị Big C Ninh Bình có tổng diện tích sử dụng gần 17.000 m², trong đó, hệ thống siêu thị tự chọn rộng 4.650 m², kinh doanh gần 40.000 mặt hàng và chủ yếu là hàng hóa sản xuất tại Việt Nam, với chủng loại phong phú, chủ yếu từ thực phẩm khô, thực phẩm tươi sống,...

### Làng hoa Ninh Phúc

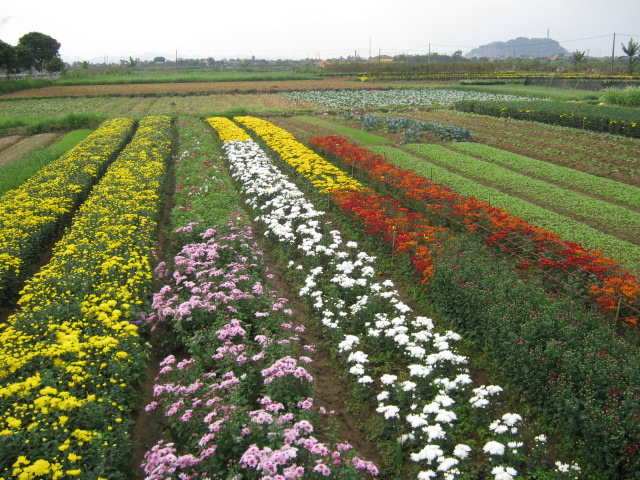
Làng hoa Ninh Phúc

Ninh Phúc có 3 hợp tác xã chuyên trồng hoa gồm hợp tác xã Yên Phúc, Phúc Trung và Yên Khoái tạo thành làng hoa Ninh Phúc. Làng hoa Ninh Phúc nằm ở ven đô thành phố Hoa Lư được hình thành trên các cánh đồng và thôn xóm có tổng diện tích gần 200 ha, chủ yếu tập trung ở 5/11 tổ dân phố trong phường, đó là các tổ dân phố: Đoài Thượng, Đông Thượng, Đoài Hạ, Đông Hạ, Vĩnh Tiến. Đất Ninh Phúc trước đây phát triển nghề trồng rau xanh từ rất sớm nhưng hiện tại thì vai trò này đã được nhường cho làng rau sạch Ninh Sơn ở bên cạnh theo quy hoạch của thành phố Hoa Lư. Hơn 30 năm nay, người dân Ninh Phúc đã chuyển hướng sang trồng hoa. Có ý kiến cho rằng chưa có loại cây trồng nào phù hợp với đồng đất ở Ninh Phúc mà cho giá trị cao như cây hoa. Thu nhập từ trồng hoa có thể cao gấp 10 lần trồng cây lúa, hoa lay ơn cao hơn từ 15-20 lần, riêng hoa ly cao hơn rất nhiều lần. Làng hoa Ninh Phúc cung cấp hoa tươi cho Ninh Bình và các tỉnh lân cận. Các loài hoa thế mạnh của Ninh Phúc là: hoa ly, hoa cúc, hoa dơn, đồng tiền, violet, hoa huệ, hoa hồng và các hoa mới như: Cát Tường, Dạ Yến Thảo, Cúc Báo Xuân, Phong Vũ Thảo,.... Thời kỳ cao điểm vụ hoa Ninh Phúc từ trước 2 tháng tới Tết Nguyên Đán hàng năm.

## Hình ảnh

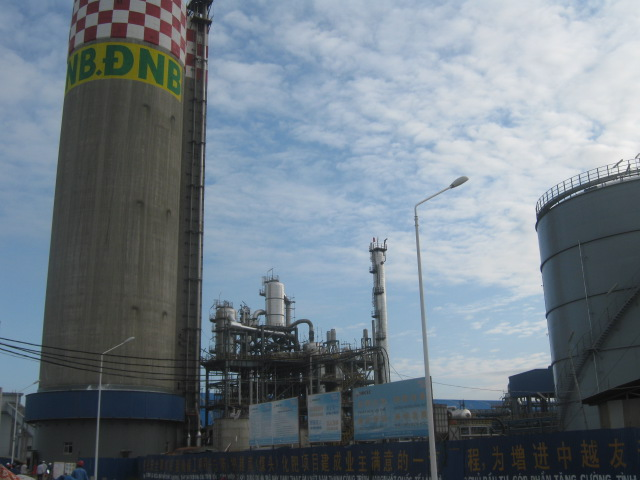
Nhà máy đạm Ninh Bình ở khu công nghiệp Ninh Phúc
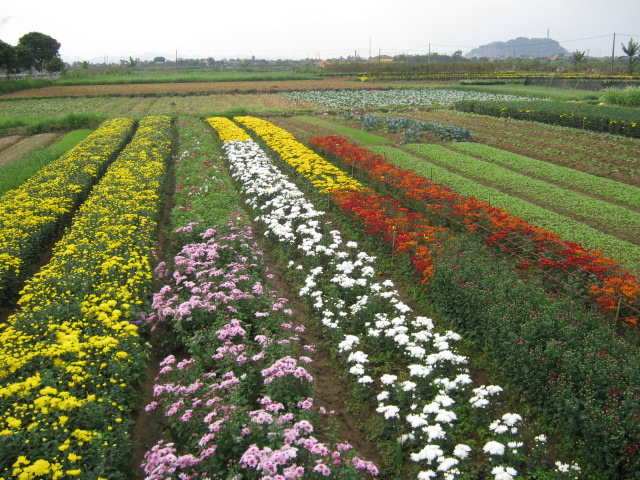
Làng hoa Ninh Phúc
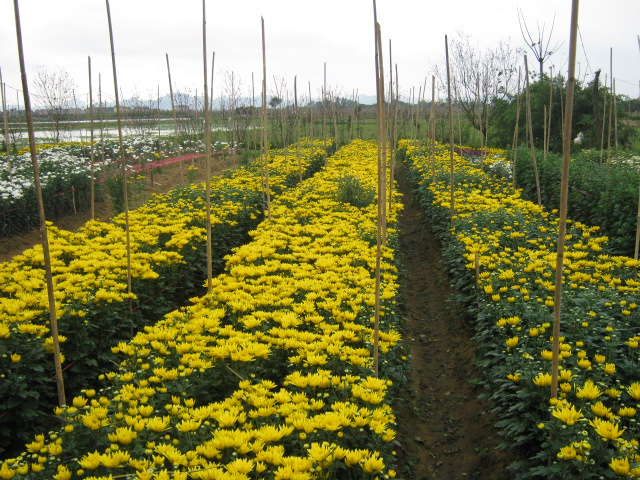
Làng hoa Ninh Phúc
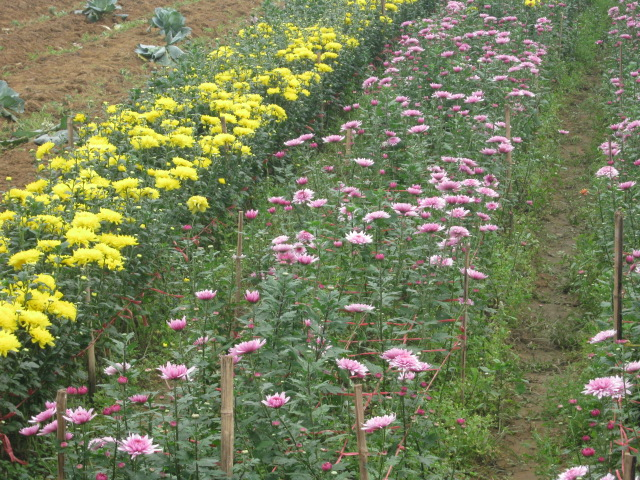
Làng hoa Ninh Phúc
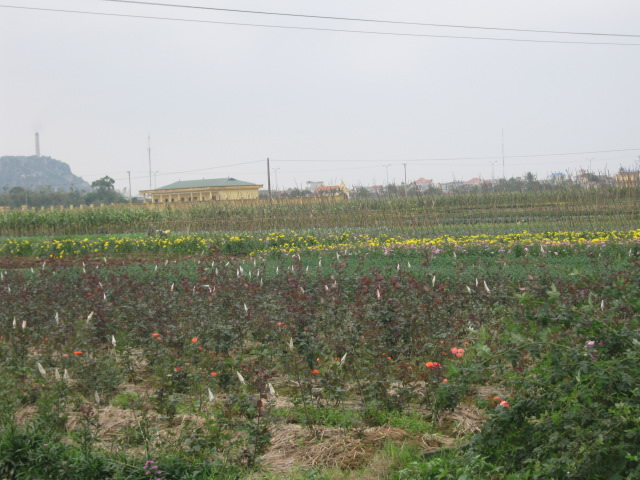
Làng hoa Ninh Phúc